# ニアラ
ニアラ（学名：Tragelaphus angasii）は、ウシ目（偶蹄目）ウシ科ブッシュバック属に分類される偶蹄類。
なお、英名 nyala はツォンガ語からの借用で、ツォンガ語での発音は「ニャラ」に近い。

## 分布
エスワティニ、ジンバブエ、マラウイ、南アフリカ共和国東部、モザンビーク、ナミビア

## 形態
体長140-160cm。肩高80-120cm。体重55-127kg。メスよりもオスの方が大型になる。背面には横縞が入る。四肢の体毛はオレンジ色。
左右の眼の間には白い三日月状の斑紋が入る。
オスの胴体は暗褐色、メスの胴体は褐色の体毛で覆われる。またオスは喉や腹部に沿って体毛が伸長する。オスは全体が黒いが先端が白く、弓型で1回捻れる角を持つ。角は最長で84cmに達する。

## 生態
水辺の森林や藪地等に生息する。小規模な群れを形成し生活する。
食性は植物食で、草や木の葉等を食べる。
繁殖形態は胎生で、1回に1頭の幼獣を産む。

## 画像

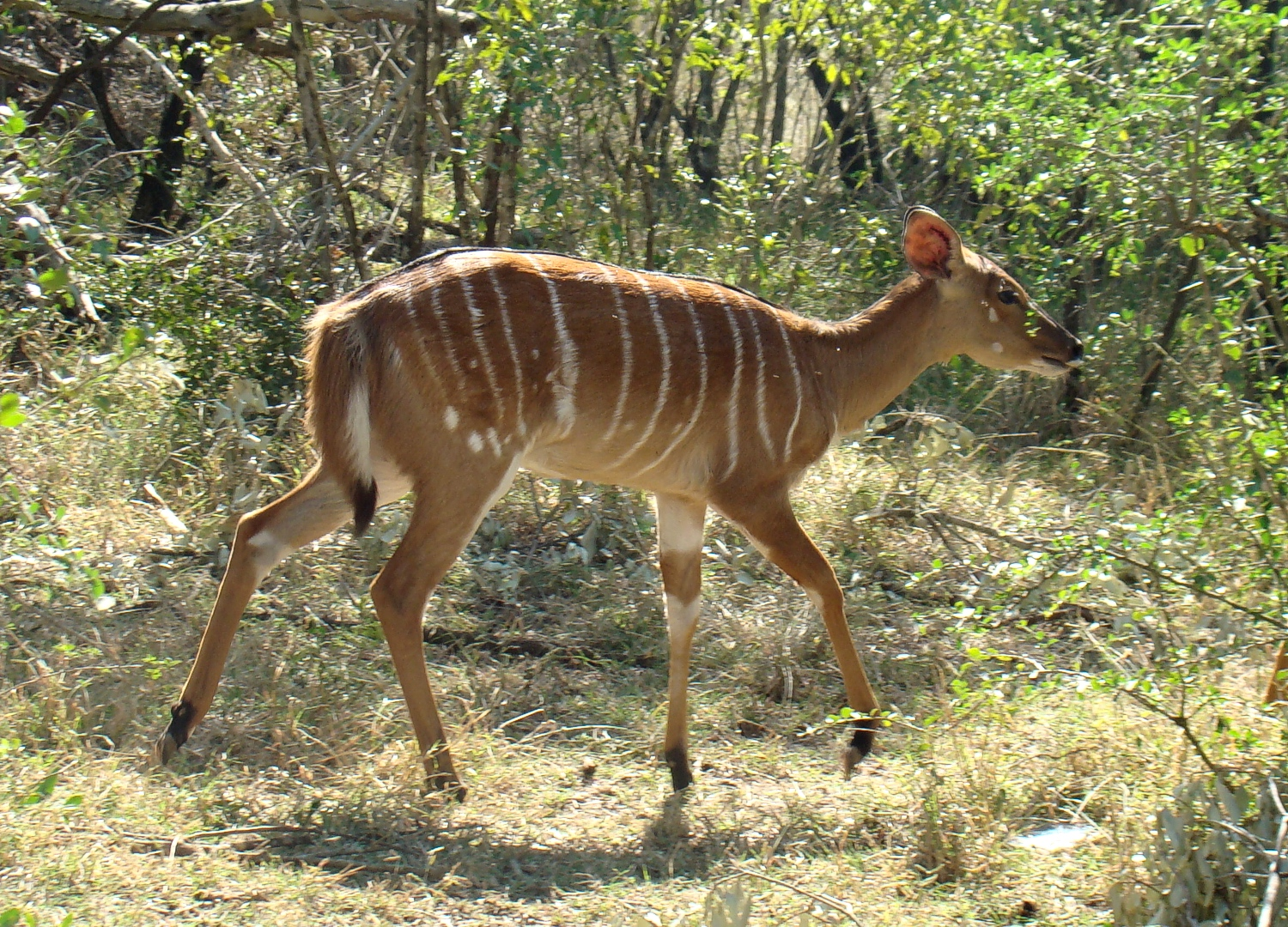
メス